# Eclissi solare dell'11 agosto 1999
L'eclissi solare dell'11 agosto 1999 è stato un evento astronomico avvenuto il suddetto giorno con una magnitudine di 1.029.
Il percorso dell'ombra della Luna iniziò nell'Oceano Atlantico e, prima di mezzogiorno, attraversò il sud del Regno Unito, il nord della Francia, il Belgio, il Lussemburgo, il sud della Germania, Austria, Slovenia, Croazia, Ungheria e il nord della Jugoslavia (Vojvodina). Il massimo avvenne alle ore 11:03:07 UTC a 45,1°N 24,3°E in Romania (nei pressi della città di Ocnele Mari vicino a Râmnicu Vâlcea) e durò 2 minuti e 22 secondi. Quindi continuò in tutta la Bulgaria, il Mar Nero, la Turchia, l'Iran, il sud del Pakistan e l'India, per concludersi nel Golfo del Bengala.
La precedente eclissi totale visibile in Europa avvenne il 22 luglio 1990, mentre la successiva ha avuto luogo il 20 marzo 2015. 

## Visibilità dell'ombra

Simulazione dell'ombra dell'eclissi dell'11 agosto 1999

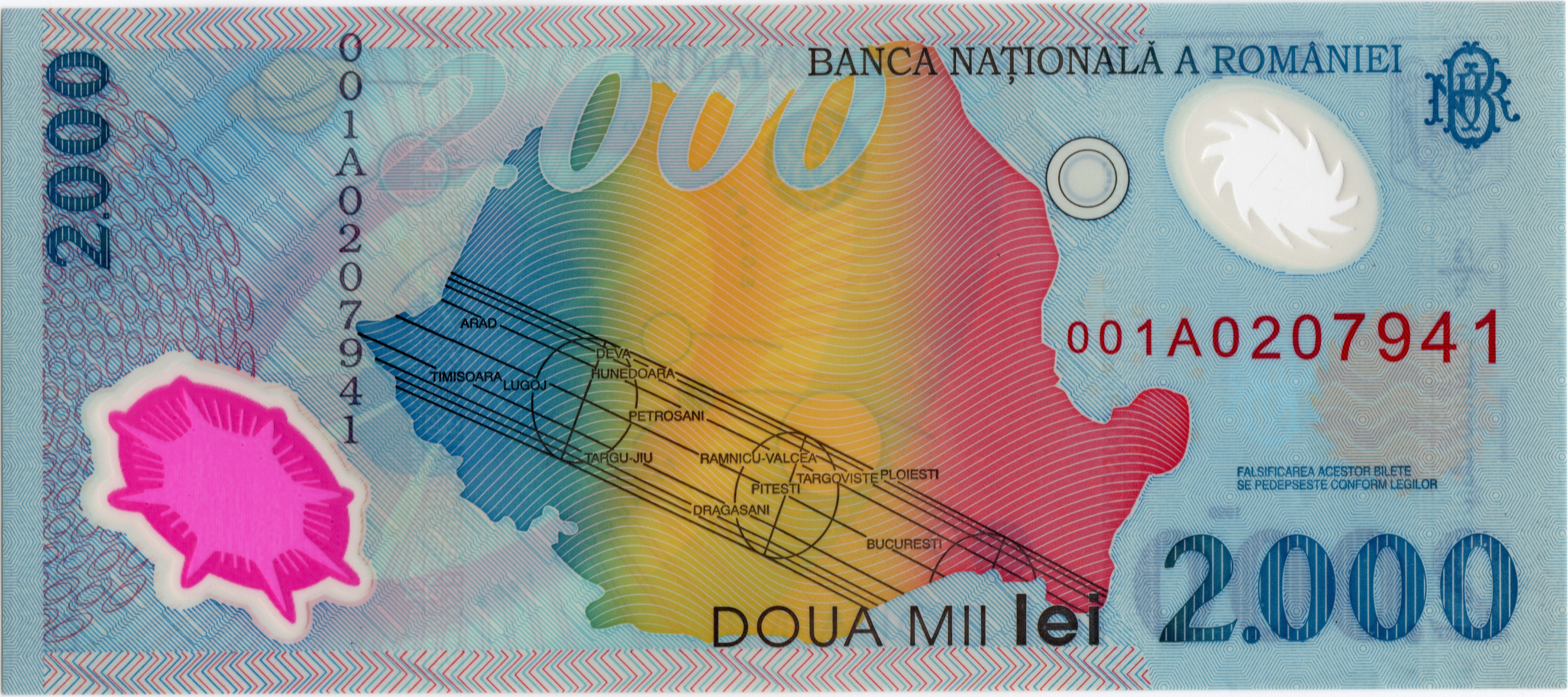
Banconota speciale rumena da 2.000 lei emessa appositamente per celebrare l'eclissi solare del 1999: sul retro è illustrato il percorso dell'ombra della Luna sulla mappa della Romania

## Galleria d'immagini

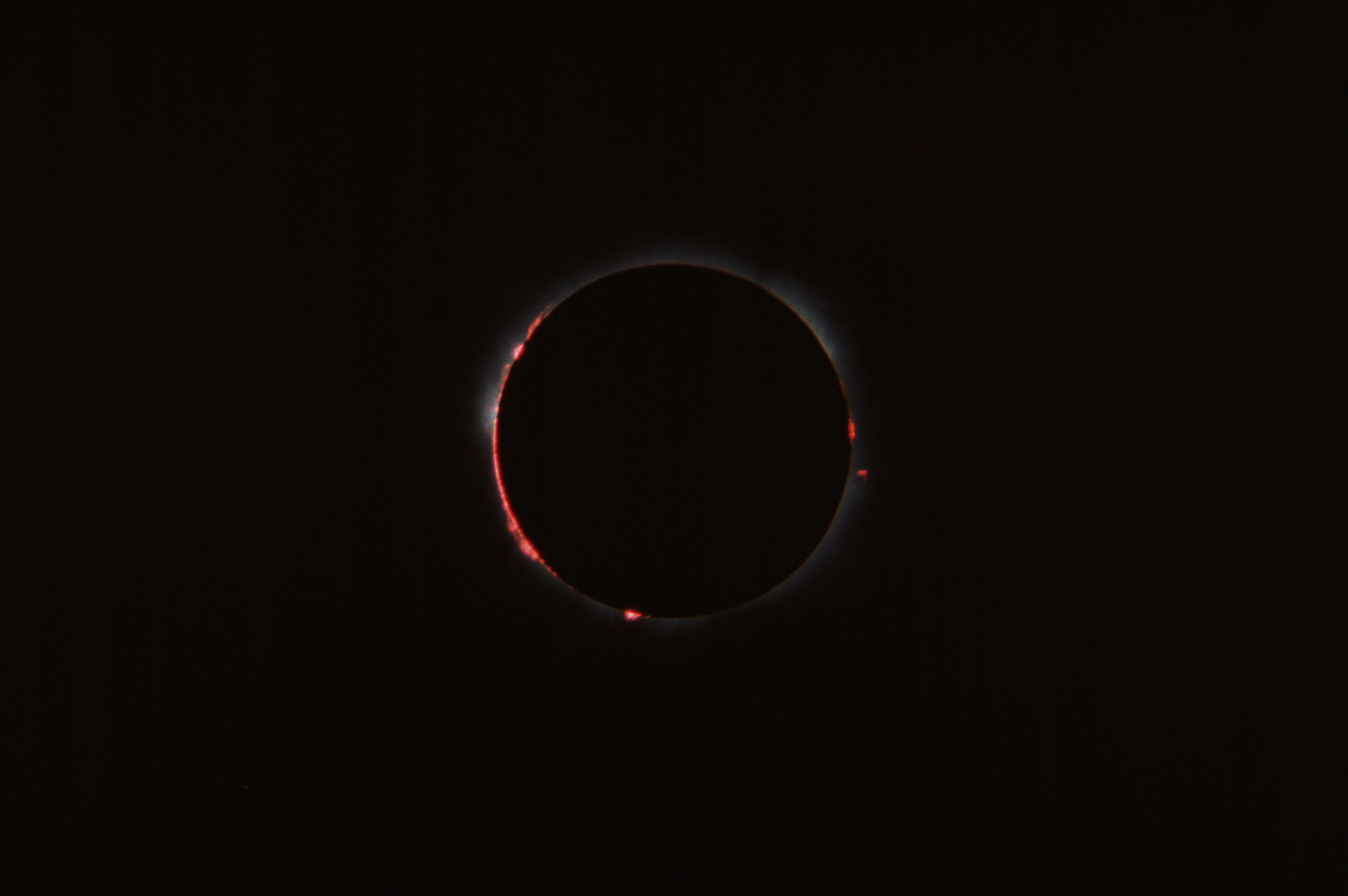
Protuberanze e cromosfera riprese dall'astrofilo Claudio Lelli (Forlì); Sandorfalva (Ungheria), focale 300 mm con triplicatore

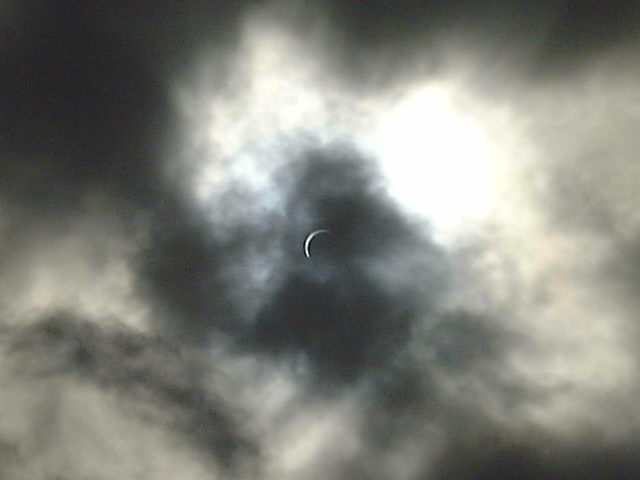
Paderborn, Germania
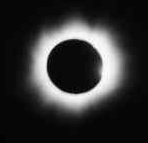
Balaton, Ungheria
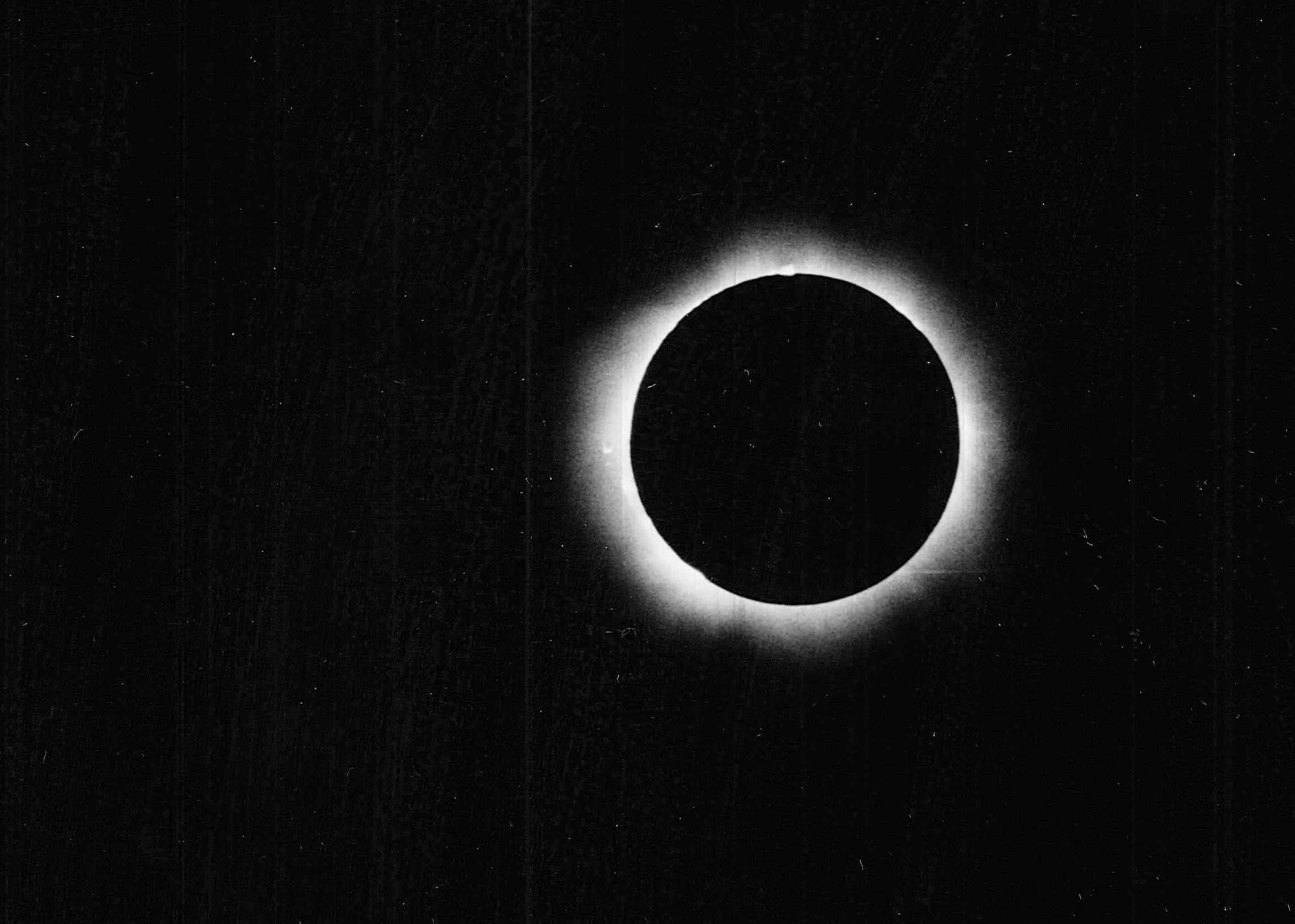
Salisburgo (Austria)